# Beatriz de Bobadilla (Hofdame)

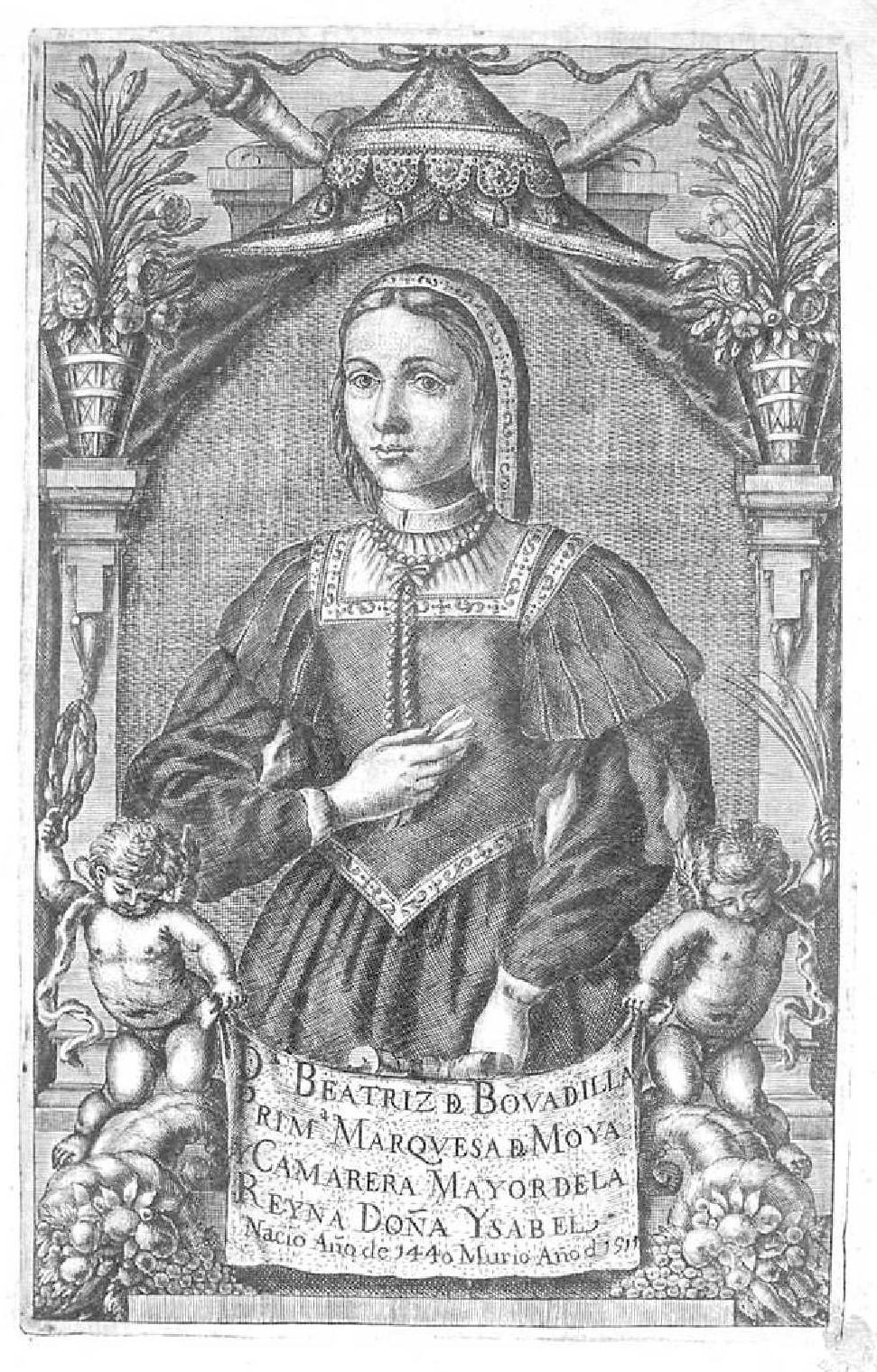
Porträt Beatriz de Bobadillas von Diego de Obregón (1677)

Beatriz de Bobadilla (* 1440 in Medina del Campo; † 17. Januar 1511 in Madrid) war eine kastilische Adlige, Marquesa de Moya und Vertraute Isabellas I. von Kastilien.

## Leben
Die Tochter von Pedro de Bobadilla und Beatriz de Corral stand von klein auf in den Diensten der späteren Königin Isabella. Es ist davon auszugehen, dass der Kontakt zwischen den beiden begann, als die Infantin noch in Arévalo lebte, wo Beatriz' Vater der Kastellan der Burg war. Allerdings gibt es dafür keine urkundlichen Belege, Alfonso de Palencia weist aber in seiner Crónica de Enrique IV darauf hin. Die beiden Mädchen freundeten sich an, wobei Beatriz, die 11 Jahre älter als Isabella war, wohl die Rolle der älteren Schwester einnahm. Beide blieben bis ans Ende ihres Lebens eng befreundet.
1467 heiratete Beatriz Andrés Cabrera, eine prominente Persönlichkeit am Hof Heinrichs IV., dessen oberster Kämmerer er gewesen war. Aus der Ehe entstammten neun Kinder. Beatriz hielt sich dauerhaft bei Hofe auf, wo sie großen Einfluss ausübte.
Im Jahr 1480 übertrug Königin Isabella ihnen sowohl die Markgrafschaft Moya als auch die neu geschaffene Herrschaft Chinchón, die einen großen Teil des Südostens des heutigen Madrider Stadtgebiets einnahm. Während der Eroberung des Königreichs Granada wurde Beatriz bei der Belagerung von Baza von einem Feind, der sie mit der Königin verwechselte, mit Messern angegriffen, blieb aber unverletzt, da die Messer ihre Kleidung nicht durchdrangen.
Nicht zu verwechseln ist sie mit ihrer gleichnamigen Nichte, Beatriz de Bobadilla y Ulloa, der Herrin der kanarischen Inseln La Gomera und El Hierro.
Nach dem Tod Isabellas der Katholischen 1504 und der Abreise Ferdinands II. nach Aragón verließen Beatriz und ihr Mann den Hof und übergaben die Aufsicht über die Schlösser an Juan Manuel de Villena de la Vega, den Herrn von Belmonte, der in den Diensten von Philipp dem Schönen stand. Obwohl Ferdinand als Regent zurückkehrte, blieben Beatriz und ihr Ehemann wegen ihres hohen Alters dem Hof fern. 
Beatriz starb 1511 in der Villa de Madrid im Alter von 70 Jahren. Ihre sterblichen Überreste befinden sich in der Kirche der Markgrafen von Moya in Carboneras de Guadazaón, zusammen mit denen ihres Ehemanns Andrés Cabrera. Das Gebäude ist in Privatbesitz.

## Nachkommen
Aus ihrer Ehe mit Andrés Cabrera entstammten neun Kinder:
1. Juan Pérez de Cabrera y Bobadilla, II marqués de Moya, ⚭ Ana de Mendoza, Tochter von Diego Hurtado de Mendoza, I duque del Infantado
2. Fernando de Cabrera y Bobadilla, I conde de Chinchón, ⚭ Teresa de la Cueva y Toledo, Tochter von Francisco Fernández de la Cueva, II duque de Alburquerque
3. Francisco de Cabrera y Bobadilla, Bischof von Ciudad Rodrigo und Salamanca
4. Diego de Cabrera y Bobadilla, Ritter des Orden von Calatrava, Komtur von Villarrubia und Zurita, später Mönch im Kloster Santo Domingo y  San Ginés in Talavera de la Reina
5. Pedro de Cabrera y Bobadilla, Ritter des Santiagoordens, zunächst ein religiöser Dominikaner und dann ein Militär
6. María de Cabrera y Bobadilla, ⚭ Pedro Fernández Manrique y Vivero, II conde de Osorno.
7. Juana de Cabrera y Bobadilla, ⚭ García Fernández Manrique, III conde de Osorno.
8. Isabel de Cabrera y Bobadilla, ⚭ Diego Hurtado de Mendoza y Silva, I marqués de Cañete.
9. Beatriz de Cabrera y Bobadilla, ⚭ Bernardino de Lazcano, III señor de Lazcano.